# SOS (альбом SZA)
SOS — второй студийный альбом американской соул-певицы SZA, вышедший 9 декабря 2022 года на лейблах Top Dawg Entertainment и RCA Records. В нём звучат гостевые вокалы Дона Толивера, Фиби Бриджерс, Трэвиса Скотта и Ol’ Dirty Bastard.
После выхода SOS получил широкое признание критиков за эклектичное звучание и вокал SZA, а несколько изданий назвали его одним из лучших альбомов 2022 года. SOS дебютировал на первом месте в Billboard 200 с тиражом 318 000 альбомных эквивалентов, побив рекорд самой большой недели потокового вещания для альбома в стиле R&B и став первым альбомом SZA номер один в США.

## История
SZA выпустила свой дебютный студийный альбом Ctrl в 2017 году. Преимущественно альбом в стиле R&B, затрагивающий такие темы, как разбитое сердце, Ctrl получил широкое признание критиков за вокальное исполнение, а также за доступность, эмоциональное воздействие и откровенный характер написания песен. Альбом укрепил её статус одной из самых известных R&B артисток своего времени.
SZA подтвердила планы по выпуску своего следующего альбома в январе 2020 года. В интервью Rolling Stone SZA сказала, что «музыка точно будет», но отметила, что пока это может не вылиться в альбом. Она также сказала, что слухи о том, что она планирует выпустить трилогию альбомов, а затем уйти из музыки, «это чушь». В интервью SZA также рассказала, что провела время в студии с Тимбалэндом, заявив, что «он играл грёбаные бразильские ритмы джазового типа, и я под них отрывалась». Она также сотрудничала с Sia, с которой, как сообщается, написала три песни. Согласно Vulture, SZA ранее выражала намерение сотрудничать с т аки ми музыкантами как Джастин Тимберлейк, Post Malone, Джек Антонофф и Brockhampton в своих будущих песнях.

## Композиция
Альбом состоит из двадцати трёх треков. SZA написала и спродюсировала альбом вместе с Бэбифейсом, Jeff Bhasker, Бенни Бланко, Родни Джеркинсом, DJ Dahi, Gabriel Hardeman, Ant Clemons, Лиззо и Бьорк. В альбом вошли совместные работы с Don Toliver, Фиби Бриджерс, Трэвисом Скоттом и Ol’ Dirty Bastard. В музыкальном плане альбом основан на современном R&B, с влиянием хип-хопа и поп-музыки. В альбоме использованы образцы звучания соула, госпела, джаза и мелодичного рэпа. Звучание альбома было описано как «разнообразная палитра», сочетающая элементы «сёрф-рока» и «гранжа», наряду с «её любимым lo-fi битом».

## Обложка
30 ноября 2022 года SZA опубликовала обложку альбома в Instagram. Обложка является отсылкой к фотографии Дианы, принцессы Уэльской, 1997 года, в похожей позе на борту яхты во время путешествия в Портофино, Италия, окруженном Средиземным морем. На обложке SZA одета в модифицированную версию футболки Сент-Луис Блюз, с ее именем на спине и названием альбома на рукавах.
В 2024 году редакция журнала Rolling Stone присудила обложке пластинки 26-е место в списке 100 лучших обложек альбомов всех времён: «обложка SZA отдает дань уважения принцессе Диане, повторяя знаменитый снимок папарацци 1997 года... SZA не только чувствует себя такой же изолированной, как покойная принцесса, но и рассказывает о том, как иконография поп-культуры находит поразительный отклик, в данном случае вдохновляя R&B-суперзвезду из Сент-Луиса, которая поет о романтике и отчаянии в равной степени».

## Отзывы
| Совокупная оценка    | Совокупная оценка |
| Источник             | Оценка            |
| -------------------- | ----------------- |
| AnyDecentMusic?      | 8.2/10            |
| Metacritic           | 90/100            |
| Оценки критиков      |                   |
| Источник             | Оценка            |
| AllMusic             | [ 23 ]            |
| The Daily Telegraph  | [ 24 ]            |
| The Guardian         | [ 25 ]            |
| The Line of Best Fit | 8/10              |
| NME                  | [ 27 ]            |
| Pitchfork            | 8.7/10            |
| Rolling Stone        | [ 29 ]            |

Альбом получил широкое признание критиков после своего выхода. На сайте Metacritic, который присваивает нормализованный рейтинг из 100 баллов на основе отзывов критиков, альбом получил 90 баллов из 100 на основе 20 отзывов, что свидетельствует о «всеобщем признании»
Джулианна Эскобедо Шепард из Pitchfork назвала альбом «Лучшей новой музыкой», подчеркнув, что он «укрепляет её позиции как таланта поколения, артистки, которая воплощает свои самые сокровенные чувства в неизгладимые моменты». Алексис Петридис из The Guardian написал, что результаты альбома «чрезвычайно эклектичны», находя его «одновременно впечатляющим и немного утомительным». Петридис обнаружил, что песни «сияют сильнее по отдельности, чем в совокупности, где их огромное количество заставляет их слиться в одно целое, смешанное настроением укуренной меланхолии», в итоге получился «громоздкий» альбом, где SZA звучит как «потрясающая вокалистка, мощная, но не показушная, способная плавно переходить в мелодичный рэп».
Автор NME Риан Дэйли сообщила, что «под управлением SZA альбом чувствует себя слаженным, органичным и как будто каждый переход в новый жанр полностью оправдан для каждого трека», отметив, что SOS — это «феноменальная пластинка, которая почти не ошибается и поднимает планку ещё выше, чем она устанавливала её раньше». Кэди Сирегар из Consequence определила альбом как «уверенное, амбициозное, экспансивное и не поддающееся определению жанра путешествие в самые глубины сердечной боли и множества её оттенков». Журналистка подчеркнула, что в Ctrl не было предопределённого музыкального жанра, потому что «тема заключается в её вокальном мастерстве, смелости её видения и лирической откровенности».
Рецензируя альбом для AllMusic, Энди Келлман положительно сравнил его с предыдущим альбомом SZA: «Длина в час с лишним и стилистическое разнообразие также сигнализируют о том, что SOS может быть слишком долгожданным продолжением. Тем не менее, он превосходит Ctrl во всех отношениях, кроме целостности». Уилл Дьюкс из Rolling Stone также прокомментировал продолжительность альбома: «SOS очень длинный — 23 трека, более часа. Это наводит на мысль, что кто-то постоянно дополняет и расширяет проект, или, возможно, бросает в него всё, что у него есть, подстёгиваемый чувством, что он может не сделать этого снова. Результат получился чрезвычайно эклектичным».

### Итоговые списки
SOS был включён в итоговые списки лучших альбомов 2022 года разными изданиями.
В январе 2025 года альбом занял 7-е место в списке The 250 Greatest Albums of the 21st Century So Far.
| Публикация             | Список                                       | Ранг | Ссылка |
| ---------------------- | -------------------------------------------- | ---- | ------ |
| BPM                    | BPM's Top 50 Albums of 2022                  | 22   | [ 32 ] |
| BrooklynVegan          | The 50 Best Albums of 2022                   | 15   | [ 33 ] |
| Consequence            | Top 50 Albums of 2022                        | 11   | [ 34 ] |
| Coup De Main Magazine  | The Best Albums of 2022                      | 10   | [ 35 ] |
| Variety                | The Best Albums of 2022 (Jem Aswad’s Top 10) | 10   | [ 36 ] |
| The Hollywood Reporter | The 10 Best Albums of 2022                   | 2    | [ 37 ] |
| Rolling Stone          | The 100 Best Albums of 2023                  | 1    | [ 38 ] |

## Коммерческий успех
SOS дебютировал на первом месте в американском хит-параде Billboard 200 с 318 000 проданных эквивалентных единиц альбома. За первую неделю альбом набрал 404,58 миллиона официальных стрим-потоков по запросу, побив рекорд самой большой недели потокового вещания для альбома в стиле R&B и став второй по величине неделей потокового вещания для альбома женского исполнителя.

## Список композиций
По данным из буклета альбома-->
| №                   | Название                                           | Текст песни             | Музыка                                                                                       | Продюсеры                                          | Длительность |
| ------------------- | -------------------------------------------------- | ----------------------- | -------------------------------------------------------------------------------------------- | -------------------------------------------------- | ------------ |
| 1.                  | «SOS»                                              | Солана Имани Роуэ       | Rob Bisel Jahlil Gunter Gabriel Hardeman                                                     | Jay Versace                                        | 1:57         |
| 2.                  | «Kill Bill»                                        | Роуэ                    | Bisel Carter Lang                                                                            | Lang Bisel [m]                                     | 2:33         |
| 3.                  | «Seek & Destroy»                                   | Роуэ                    | Bisel Lang Tyran Donaldson Cody Fayne                                                        | Bisel Lang Scum ThankGod4Cody                      | 3:23         |
| 4.                  | «Low»                                              | Роуэ Jocelyn Donald     | Bisel Alessandro Buccellati Joseph Pincus                                                    | Bisel Buccellati Aire Atlantica                    | 3:01         |
| 5.                  | «Love Language»                                    | Роуэ Tyrone Griffin Jr. | Jakob Rabitsch Anthony Clemons Jr. Bisel Lang Fayne Фаррелл Уильямс Chad Hugo Jazzaé De Waal | Lang ThankGod4Cody Yakob Bisel [v]                 | 3:03         |
| 6.                  | «Blind»                                            | Роуэ                    | Margaux Whitney Lang William Miller                                                          | Bisel Lang Miller Yuli                             | 2:30         |
| 7.                  | «Used» (при участии Don Toliver)                   | Роуэ Caleb Toliver      | Dacoury Natche Danny McKinnon Ely Rise John Hill John Key                                    | DJ Dahi McKinnon [a] Rise [a] Key [a] Bisel [v]    | 2:26         |
| 8.                  | «Snooze»                                           | Роуэ                    | Кеннет Эдмондс Khristopher Riddick-Tynes Leon Thomas III Blair Ferguson                      | Бэбифейс The Rascals BLK [v]                       | 3:21         |
| 9.                  | «Notice Me»                                        | Роуэ                    | Bisel Lang Fayne Michael Uzowuru Teo Halm                                                    | Bisel Lang ThankGod4Cody Uzowuru Halm              | 2:40         |
| 10.                 | «Gone Girl»                                        | Роуэ                    | Bisel Lang Fayne Jeff Bhasker Emile Haynie                                                   | Bisel Lang ThankGod4Cody Bhasker Haynie            | 4:04         |
| 11.                 | «Smoking on My Ex Pack»                            | Роуэ Raina Taylor       | Gunter Clarence Scarborough                                                                  | Versace                                            | 1:23         |
| 12.                 | «Ghost in the Machine» (при участии Фиби Бриджерс) | Роуэ Фиби Бриджерс      | Bisel Lang Matt Cohn Marshall Vore                                                           | Bisel Lang Cohn [a] Ethan Gruska [v] Tony Berg [v] | 3:38         |
| 13.                 | «F2F»                                              | Роуэ Мелисса Джефферсон | Bisel Lang                                                                                   | Bisel Lang                                         | 3:05         |
| 14.                 | «Nobody Gets Me»                                   | Роуэ                    | Bisel Lang Robin Weisse Бенджамин Левин                                                      | Bisel Weisse Lang Бенни Бланко                     | 3:00         |
| 15.                 | «Conceited»                                        | Роуэ                    | Bisel Fayne                                                                                  | ThankGod4Cody                                      | 2:31         |
| 16.                 | «Special»                                          | Роуэ                    | Bisel Levin Johan Schuster                                                                   | Bisel Blanco Shellback                             | 2:38         |
| 17.                 | «Too Late»                                         | Роуэ                    | Sven Gamsky Samuel Witte Bisel Lang Fayne                                                    | Bisel Lang ThankGod4Cody Witte Still Woozy         | 2:44         |
| 18.                 | «Far»                                              | Роуэ                    | Bisel Carlos Muñoz Lang Donaldson Eliot Dubock                                               | Bisel Lang Scum Los Hendrix Beat Butcha            | 3:00         |
| 19.                 | «Shirt»                                            | Роуэ                    | Rodney "Darkchild" Jerkins Robert Gueringer                                                  | Darkchild Freaky Rob                               | 3:01         |
| 20.                 | «Open Arms» (при участии Трэвиса Скотта)           | Роуэ Жак Уэбстер        | Bisel Uzowuru Halm Douglas Ford                                                              | Bisel Uzowuru Halm                                 | 3:59         |
| 21.                 | «I Hate U»                                         | Роуэ                    | Bisel Lang Fayne Dylan Patrice                                                               | Bisel Lang ThankGod4Cody Sir Dylan                 | 2:54         |
| 22.                 | «Good Days»                                        | Роуэ                    | Jacob Collier Muñoz Lang Christopher Ruelas                                                  | Lang Los Hendrix Nascent Bisel [v]                 | 4:39         |
| 23.                 | «Forgiveless» (featuring Ol' Dirty Bastard)        | Роуэ Russell Jones      | Jerkins Björk Guðmundsdóttir Guy Sigsworth Mark Bell                                         | Darkchild                                          | 2:21         |
| Общая длительность: | Общая длительность:                                | Общая длительность:     | Общая длительность:                                                                          | Общая длительность:                                | 67:51        |

Замечания
- ↑  дополнительный продюсер
- ↑  продюсер по разным вопросам
- ↑  продюсер по вокалу

## Позиции в чартах
| Чарт (2022—2024)                       | Высшая позиция |
| -------------------------------------- | -------------- |
| Австралия (ARIA)                       | 1              |
| Австрия (Ö3 Austria)                   | 13             |
| Бельгия/Фландрия (Ultratop)            | 5              |
| Бельгия/Валлония (Ultratop)            | 32             |
| Канада (Canadian Albums Chart)         | 1              |
| Дания (Hitlisten)                      | 2              |
| Нидерланды (Album Top 100)             | 1              |
| Финляндия (Suomen virallinen lista)    | 10             |
| Франция (SNEP)                         | 26             |
| Германия (Offizielle Top 100)          | 33             |
| Ирландия (Irish Albums Chart)          | 2              |
| Италия (FIMI)                          | 34             |
| Япония (Oricon)                        | 35             |
| Литва (AGATA)                          | 3              |
| Новая Зеландия (RMNZ)                  | 1              |
| Норвегия (VG-lista)                    | 1              |
| Испания (PROMUSICAE)                   | 22             |
| Шотландия (Scottish Albums Chart)      | 10             |
| Швеция (Sverigetopplistan)             | 4              |
| Швейцария (Schweizer Hitparade)        | 3              |
| Великобритания (UK Albums Chart)       | 2              |
| Великобритания (UK R&B Albums Chart)   | 24             |
| США (Billboard 200)                    | 1              |
| США (Billboard Top R&B/Hip-Hop Albums) | 1              |
| США (Billboard Top Tastemaker Albums)  | 1              |

| Чарт (2023)                           | Позиция |
| ------------------------------------- | ------- |
| Australian Albums (ARIA)              | 5       |
| Belgian Albums (Ultratop Flanders)    | 35      |
| Belgian Albums (Ultratop Wallonia)    | 108     |
| Canadian Albums (Billboard)           | 3       |
| Danish Albums (Hitlisten)             | 12      |
| Dutch Albums (Album Top 100)          | 4       |
| French Albums (SNEP)                  | 76      |
| New Zealand Albums (RMNZ)             | 1       |
| Spanish Albums (PROMUSICAE)           | 89      |
| Swedish Albums (Sverigetopplistan)    | 67      |
| Swiss Albums (Schweizer Hitparade)    | 22      |
| UK Albums (OCC)                       | 8       |
| US Billboard 200                      | 3       |
| US Top R&B/Hip-Hop Albums (Billboard) | 1       |

| Чарт (2024)                           | Позиция |
| ------------------------------------- | ------- |
| Canadian Albums (Billboard)           | 14      |
| New Zealand Albums (RMNZ)             | 3       |
| Swiss Albums (Schweizer Hitparade)    | 65      |
| US Billboard 200                      | 6       |
| US Top R&B/Hip-Hop Albums (Billboard) | 2       |

## Сертификации
| Регион                                                                      | Сертификация  | Продажи   |
| --------------------------------------------------------------------------- | ------------- | --------- |
| Австралия (ARIA)                                                            | 2× Платиновый | 140 000   |
| Бельгия (BEA)                                                               | Золотой       | 10 000    |
| Бразилия (ABPD)                                                             | Бриллиантовый | 160 000   |
| Канада (Music Canada)                                                       | 7× Платиновый | 560 000   |
| Дания (IFPI Danmark)                                                        | 3× Платиновый | 60 000    |
| Франция (SNEP)                                                              | Золотой       | 50 000    |
| Венгрия (Mahasz)                                                            | Золотой       | 2000      |
| Италия (FIMI)                                                               | Золотой       | 25 000    |
| Нидерланды (NVPI)                                                           | Платиновый    | 37 200    |
| Новая Зеландия (RMNZ)                                                       | 7× Платиновый | 105 000   |
| Польша (ZPAV)                                                               | Платиновый    | 20 000    |
| Португалия (AFP)                                                            | Платиновый    | 7000      |
| Испания (PROMUSICAE)                                                        | Золотой       | 20 000    |
| Швеция (GLF)                                                                | Золотой       | 15 000    |
| Швейцария (IFPI Switzerland)                                                | Золотой       | 10 000    |
| Великобритания (BPI)                                                        | 2× Платиновый | 600 000   |
| США (RIAA)                                                                  | 6× Платиновый | 6 000 000 |
| Данные о продажах + прослушиваниях приведены только на основе сертификации. |               |           |

## Награды и номинации
| Год  | Награда                  | Категория                       | Резултат  | Ссылка  |
| ---- | ------------------------ | ------------------------------- | --------- | ------- |
| 2023 | ARIA Music Awards        | Best International Artist       | Номинация |         |
| 2023 | BET Awards               | Album of the Year               | Победа    | [ 102 ] |
| 2023 | MTV Video Music Awards   | Album of the Year               | Номинация | [ 103 ] |
| 2023 | Billboard Music Awards   | Top Billboard 200 Album         | Номинация | [ 104 ] |
| 2023 | Billboard Music Awards   | Top R&B Album                   | Победа    | [ 104 ] |
| 2023 | Soul Train Music Awards  | Album of the Year               | Победа    | [ 105 ] |
| 2024 | Grammy Awards            | Лучший альбом года              | Номинация | [ 106 ] |
| 2024 | Grammy Awards            | Лучший прогрессивный R&B-альбом | Победа    | [ 106 ] |
| 2024 | iHeartRadio Music Awards | R&B Album of the Year           | Победа    | [ 107 ] |
| 2024 | Juno Awards              | International Album of the Year | Победа    | [ 108 ] |